# Acrobelus colombianus
Acrobelus colombianus är en insektsart som beskrevs av Mejdalani et Emmrich 1998. Acrobelus colombianus ingår i släktet Acrobelus och familjen dvärgstritar. Inga underarter finns listade i Catalogue of Life.